# Szarotka (roślina)

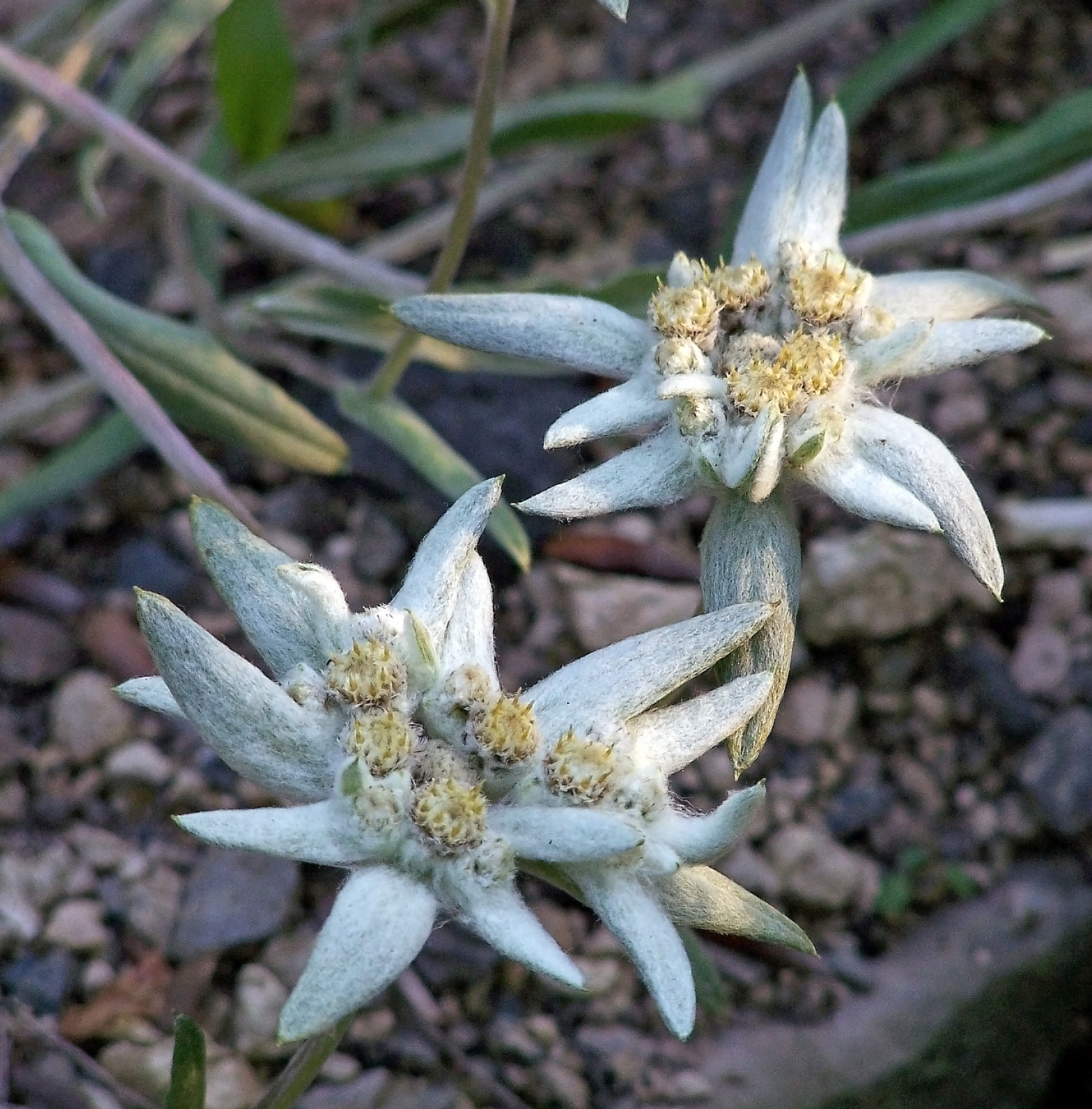
Leontopodium calocephalum

Szarotka (Leontopodium R.Br. ex Cass.) – rodzaj roślin z rodziny astrowatych. Rodzaj obejmuje 56 gatunków. Rośliny te występują naturalnie na obszarze od Europy po Chiny i Mjanmy w Azji. Najbardziej zróżnicowane gatunkowo są na obszarze południowo-wschodniej Azji. Rosną głównie na terenach górskich.
W Europie występuje jeden gatunek – szarotka alpejska L. nivale, rosnąca także w Polsce w Tatrach.

## Morfologia
PokrójByliny, rzadko półkrzewy, pokryte filcowatym kutnerem.
LiścieSkrętoległe, pojedyncze, siedzące i całobrzegie. Z obu stron kutnerowate.
KwiatyZebrane w koszyczki, a te na szczytach pędów zebrane w gęste baldachogrona, spłaszczone od góry i wsparte dookoła biało owłosionymi liśćmi. Dno kwiatostanu jest płaskie i nagie – bez plewinek i włosków. Listki okrywy są papierzaste, przejrzyste, brązowawe. Koszyczki zawierają włącznie kwiaty rurkowate o barwie żółtej lub kremowej. Zewnętrzne są nitkowato wąskie, żeńskie i bardzo liczne. Wewnętrzne są męskie i mniej liczne.
OwocePodługowate niełupki pokryte krótkimi, maczugowatymi, podwójnymi włoskami. Puch kielichowy tworzą pierzaste włoski wyrastające w jednym rzędzie.

## Systematyka
Pozycja systematyczna
Rodzaj z rodziny astrowatych Asteraceae, podrodziny Asteroideae, z plemienia Gnaphalieae.
Wykaz gatunków

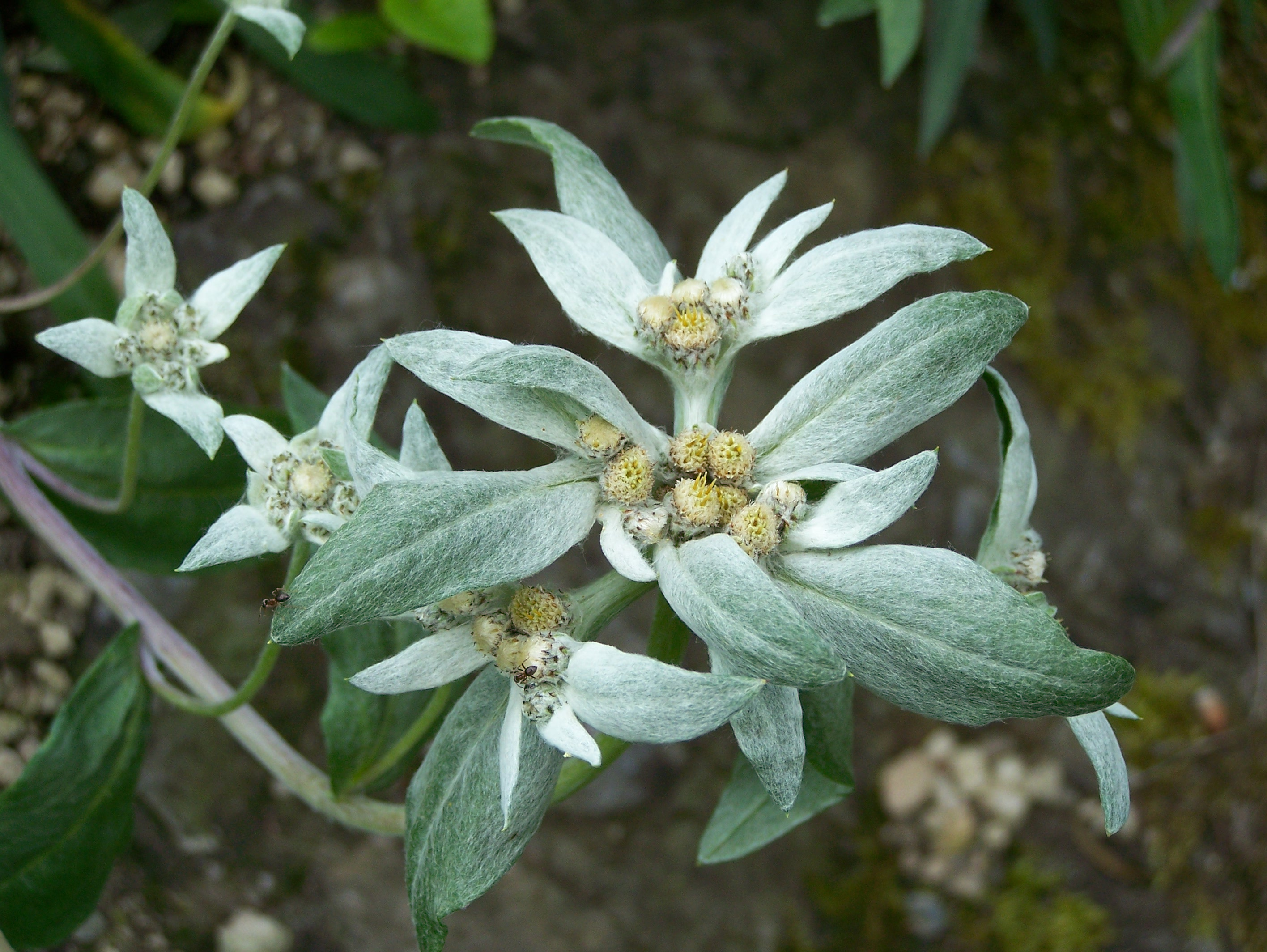
Leontopodium jacotianum

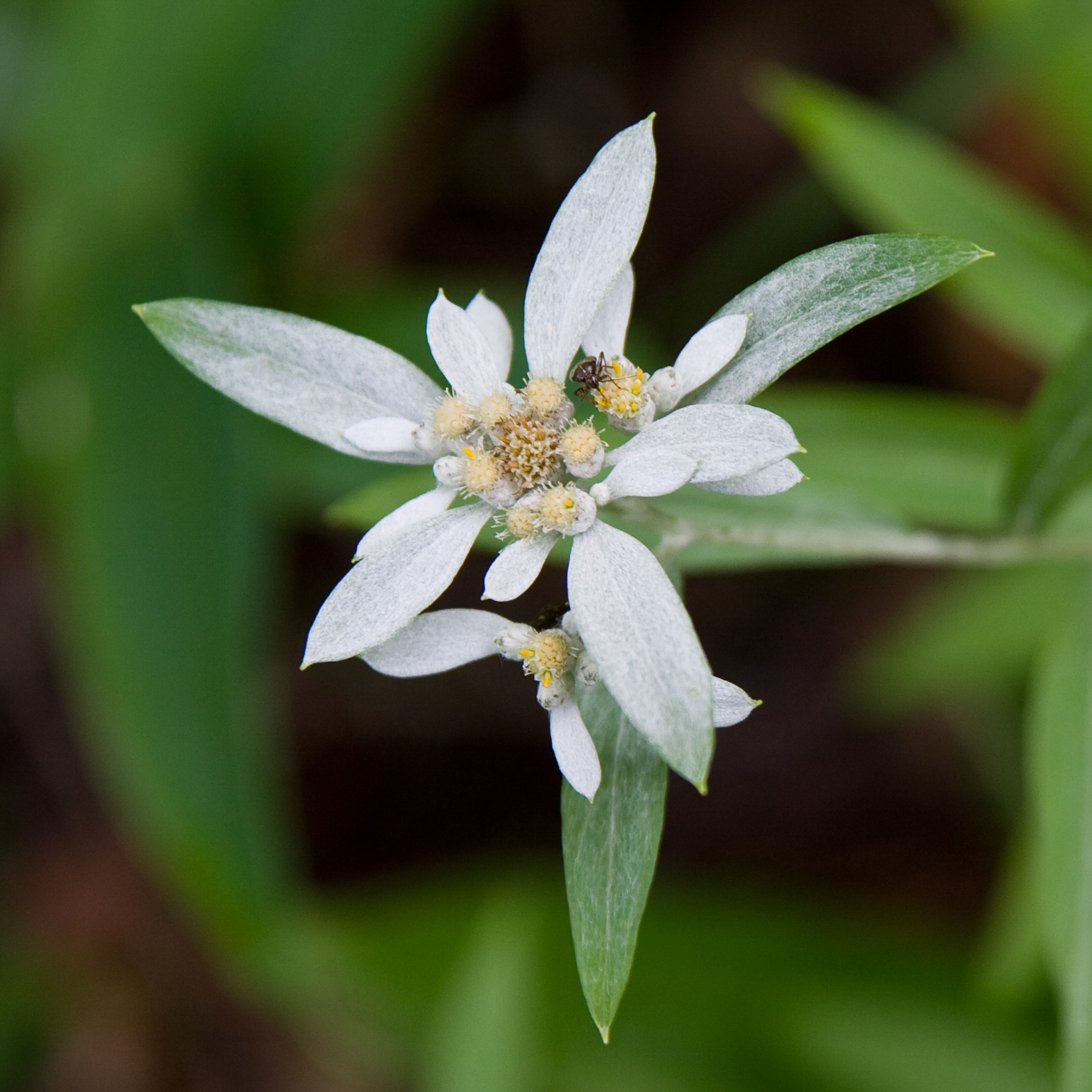
Leontopodium japonicum

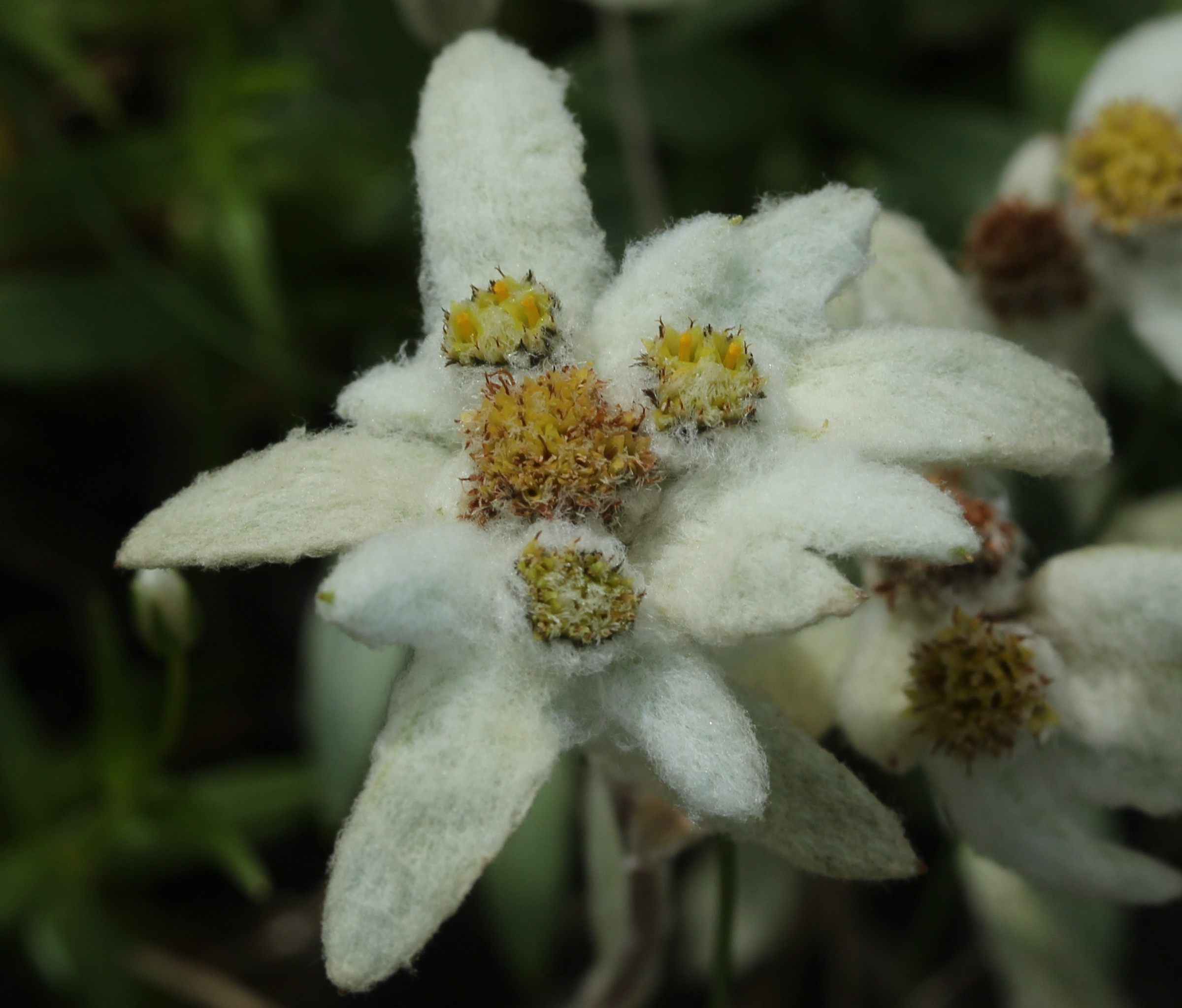
Leontopodium shinanense

- Leontopodium andersonii C.B.Clarke
- Leontopodium antennarioides Soczava
- Leontopodium artemisiifolium Beauverd
- Leontopodium aurantiacum Hand.-Mazz.
- Leontopodium blagoveshczenskyi  Vorosch.
- Leontopodium brachyactis Gand.
- Leontopodium caespitosum Diels
- Leontopodium calocephalum Beauverd – szarotka pięknokoszyczkowa
- Leontopodium campestre (Ledeb.) Hand.-Mazz.
- Leontopodium charkeviczii Barkalov
- Leontopodium conglobatum (Turcz.) Hand.-Mazz.
- Leontopodium coreanum Nakai
- Leontopodium dedekensi Beauverd
- Leontopodium delavayanum Hand.-Mazz.
- Leontopodium discolor Beauverd – szarotka dwubarwna
- Leontopodium fangingense Y.Ling
- Leontopodium fauriei Hand.-Mazz. – szarotka Fauriego
- Leontopodium forrestianum Hand.-Mazz.
- Leontopodium franchetii Beauverd
- Leontopodium giraldii Diels
- Leontopodium haastioides Hand.-Mazz.
- Leontopodium haplophylloides Hand.-Mazz.
- Leontopodium hayachinense (Takeda) H.Hara & Kitam. – szarotka hayachińska
- Leontopodium himalayanum DC. – szarotka himalajska
- Leontopodium jacotianum Beauverd
- Leontopodium japonicum Miq.
- Leontopodium junpeianum Kitam.
- Leontopodium kamtschaticum Kom.
- Leontopodium kurilense Takeda
- Leontopodium leontopodinum (DC.) Hand.-Mazz.
- Leontopodium leontopodioides Beauverd – szarotka łąkowa
- Leontopodium lingianum (Y.L.Chen) Dickoré
- Leontopodium makianum Kitam.
- Leontopodium microphyllum Hayata
- Leontopodium monocephalum Edgew.
- Leontopodium montisganeshii S.Akiyama
- Leontopodium muscoides Hand.-Mazz.
- Leontopodium nanum (Hook.f. & Thomson ex C.B.Clarke) Hand.-Mazz.
- Leontopodium nivale (Ten.) A.Huet ex Hand.-Mazz. – szarotka alpejska, sz. śnieżna
- Leontopodium omeiense Y.Ling
- Leontopodium palibinianum Beauverd – szarotka Palibina
- Leontopodium pusillum (Beauverd) Hand.-Mazz.
- Leontopodium roseum Hand.-Mazz.
- Leontopodium schlothauerae Barkalov
- Leontopodium seorakensis Y.S.Lim, Hyun, Y.D.Kim & H.C.Shin
- Leontopodium shinanense Kitam.
- Leontopodium sinense Hemsl. ex F.B.Forbes & Hemsl.
- Leontopodium smithianum Hand.-Mazz.
- Leontopodium souliei Beauverd
- Leontopodium stellatum A.P.Khokhr.
- Leontopodium stoloniferum Hand.-Mazz.
- Leontopodium stracheyi C.B.Clarke ex Hemsl. – szarotka Strachey'a
- Leontopodium suffruticosum Y.L.Chen
- Leontopodium villosulum A.P.Khokhr.
- Leontopodium villosum Hand.-Mazz.
- Leontopodium wilsonii Beauverd – szarotka Wilsona

## Zastosowanie
Niektóre gatunki są uprawiane jako rośliny ozdobne. Są całkowicie mrozoodporne, źle natomiast tolerują długotrwałe deszcze, zwłaszcza jesienne. Szczególnie nadają się do ogródków skalnych. Wymagają słonecznego stanowiska i przepuszczalnego, piaszczystego podłoża. Rozmnaża się je przez nasiona lub podział.